# Pseudorus latipes
Pseudorus latipes är en tvåvingeart som först beskrevs av Wulp 1870.  Pseudorus latipes ingår i släktet Pseudorus och familjen rovflugor.
Artens utbredningsområde är Surinam. Inga underarter finns listade i Catalogue of Life.